# Vogelraupfi

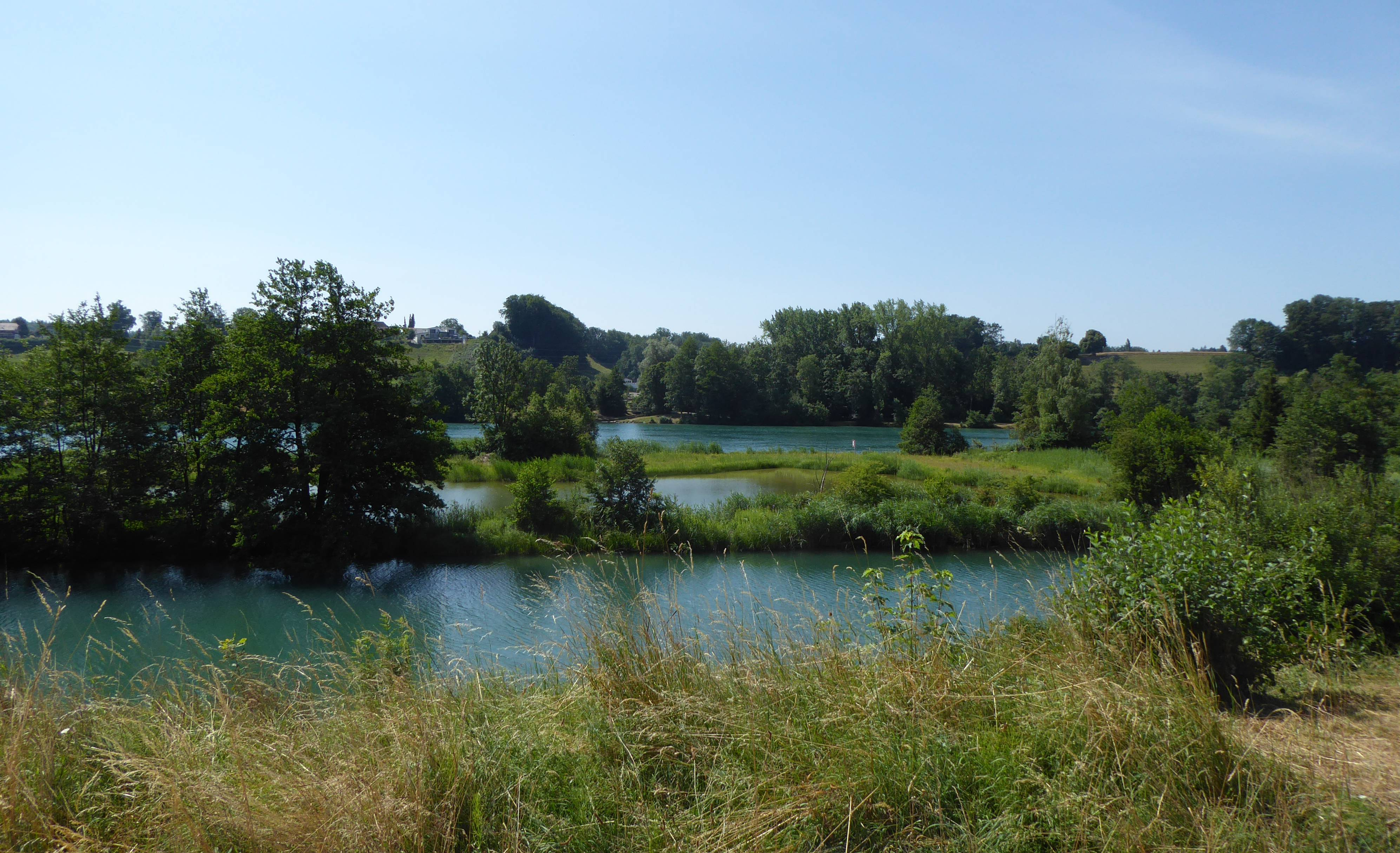
Ansicht von Norden aus. Blick nach Süden zum rechten Aareufer (Önz-Mündung in der Mitte).

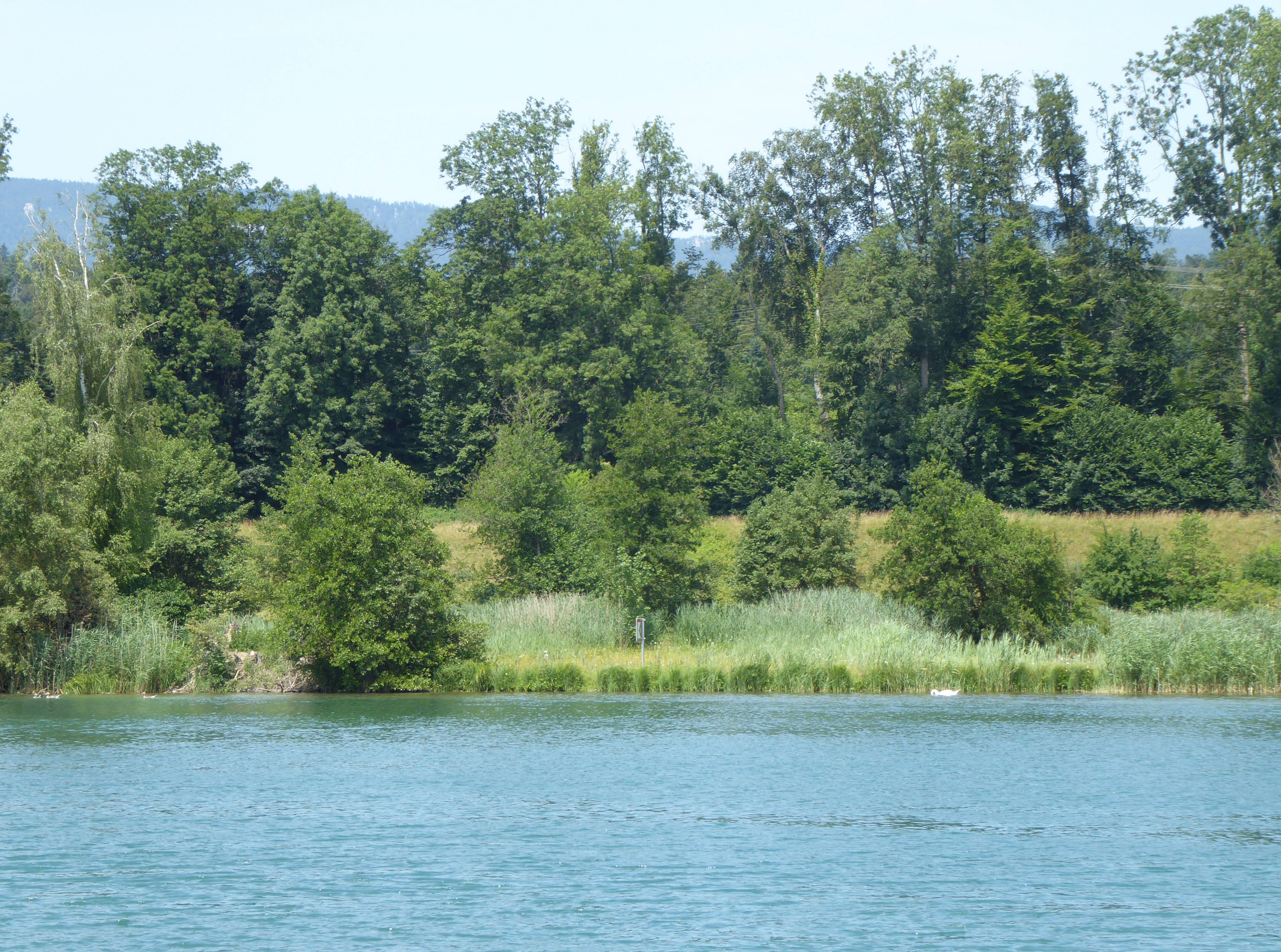
Ansicht von Süden aus. Detail. (Am linken Bildrand drei Graugänse.)

Die Vogelraupfi oder Vogelroupfi (Bärndütsch Raupfi, Rouffi, „Futterstätte“) ist eine Insel in der Aare bei Bannwil im Schweizer Kanton Bern. Sie steht unter Naturschutz und wird von verschiedenen Vögeln wie der Graugans, der Zwergdommel oder dem Eisvogel als Brut- und Niststätte genutzt und ist außerhalb der Brutsaison ein wichtiger Rastplatz. Die Insel mit der Umgebung ist ein Amphibienlaichgebiet von nationaler Bedeutung. Der Uferwald zwischen der Vogelraupfi und Bannwil ist ein bedeutendes Auengebiet. Die Insel befindet sich in der Landschaft «Smaragdgebiet Oberaargau».

## Geografie
Die Insel ist 30 Meter vom linken (nördlichen) Flussufer entfernt, und 115 Meter vom rechten. Sie ist rund 292 Meter lang und maximal 78 Meter breit. Die Flächenausdehnung beträgt 1,2 Hektar. Bei niedrigem Wasserstand erweitern Schlickflächen die Nahrungsgrundlage für Vögel, speziell für Limikolen.

## Geschichte
Eine kleinere Aareinsel Vogelraupfi stand schon – zusammen mit der Insel in der Breite – 1944 unter Schutz, ist aber 1965 abgegangen, weil sie dem Aufstau des Flusses nach dem Neubau des Kraftwerks Bannwil zum Opfer fiel. Als Ersatz wurde 1970 die jetzt bestehende Insel unter Benutzung des ehemaligen Seitenkanals des alten Wasserkraftwerks errichtet. 1972 wurde bekannt, dass in unmittelbarer Nähe am rechten Aareufer das Kernkraftwerk Graben gebaut werden sollte, wegen breiter Opposition der Bevölkerung kam es aber nicht dazu.